# Proseč pod Ještědem
Proseč pod Ještědem (deutsch Proschwitz) ist eine Gemeinde in Tschechien. Sie liegt neun Kilometer südlich des Stadtzentrums von Liberec und gehört zum Okres Liberec.

## Geographie

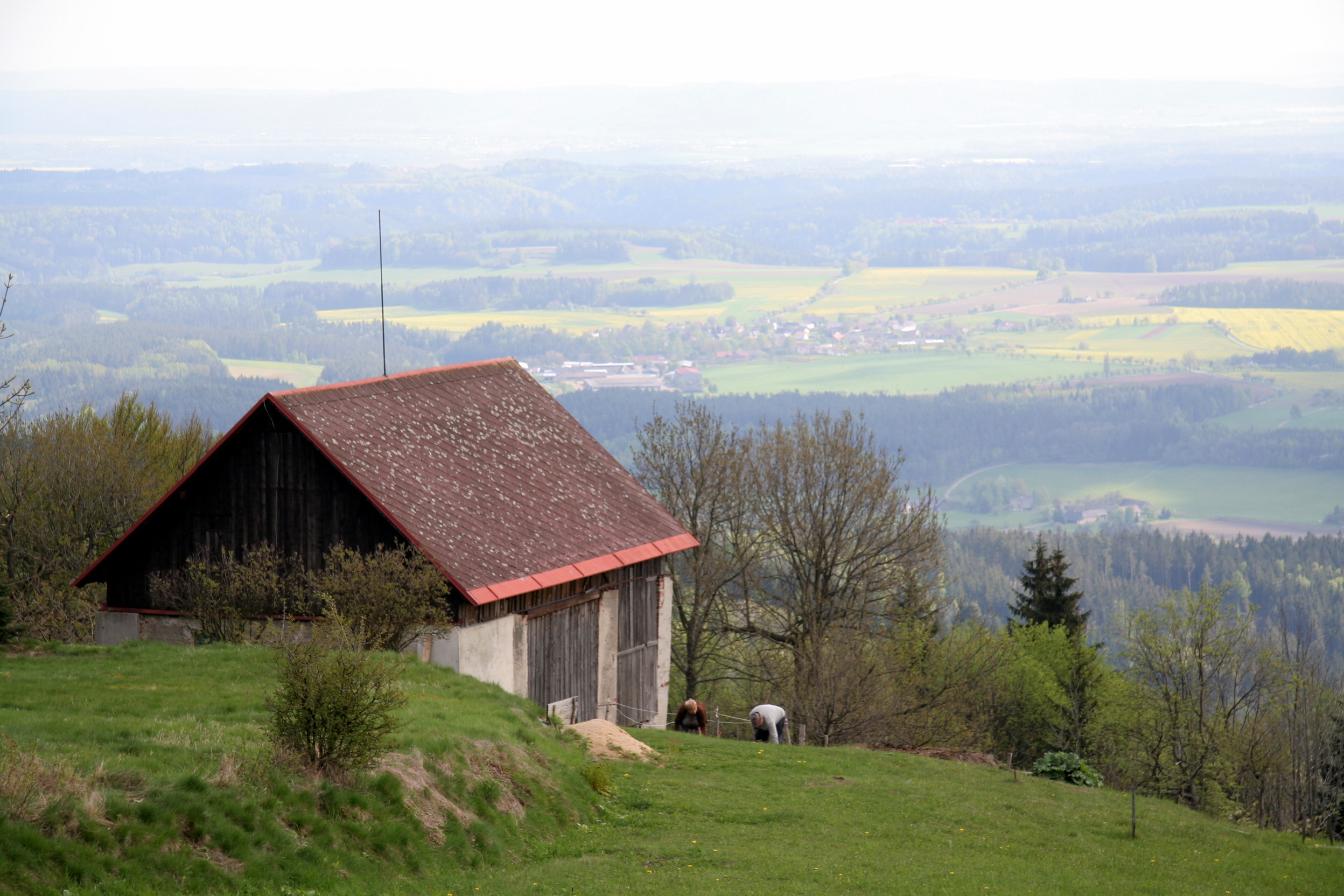
Blick über das Jeschkenvorland bei Proschwitz

Proseč pod Ještědem befindet sich fünf Kilometer südöstlich des Ještěd am Südhang des Jeschkengebirges. Nördlich erhebt sich der Kamenný (514 m) und im Westen die Mazova horka (569 m).
Nachbarorte sind Padouchov, Pláně pod Ještědem und Hluboká im Norden, Minkovice und Šimonovice im Nordosten, Rašovka, Kopec, Bystrá und Trhovka im Osten, Horní Vlčetín und Vlčetín im Südosten, Domaslavice im Süden, Hoření Starý Dub, Strašky, Modlibohov und Sobákov im Südwesten, Javorník und Horka im Westen sowie Bláto, Jiříčkov und Vesec im Nordwesten.

## Geschichte
Die erste urkundliche Erwähnung der zur Herrschaft Aicha gehörigen Dörfer Proseč, Domaslavice und Padouchov erfolgte im Jahre 1547, als Ferdinand I. den Besitz Adams von Wartenberg wegen dessen Beteiligung am Ständeaufstand konfiszierte. Der Ortsname Proseč bedeutet Durchschlag, Durchhau. 1548 findet sich auch die Ersterwähnung von Javorník. 1552 kaufte Johann von Oppersdorff die Herrschaft Aicha. Oppersdorff wurde am 24. Juni 1554 zusammen mit seinen jüngeren Brüdern Georg und Wilhelm mit dem Prädikat von Aich und Friedstein in den Freiherrnstand erhoben. Johann von Oppersdorff, der seit dem 1. Dezember 1556 auch an der Landtafel als neuer Besitzer eingetragen war, verstarb 1584 ohne Nachkommen. Nachdem 1589 die Erbregulierung noch immer nicht abgeschlossen war, übernahm Kaiser Rudolf II. die Administration. Im Jahr darauf traten die Söhne Georg von Oppersdorffs, Georg der Jüngere und Friedrich das Erbe an und ließen für die Herrschaften Aicha und Friedstein einen Urbar anlegen, der 49 Dörfer enthielt. 1591 verkauften die Brüder die Herrschaft Aicha an Zikmund Smiřický von Smiřice. Dieser verstarb 1608 und Albrecht von Waldstein wurde zum Vormund für seinen minderjährigen und später schwachsinnig erklärten Sohn Jindřich Jiří bestellt. Waldstein löste das Gut Domaslavice einschließlich Proseč von der Herrschaft Aicha los und schlug es als Lehen der Herrschaft Friedland zu. 1628 verkaufte Wallenstein Domaslavice mit Proseč an Paolo und Anna Susanna Cornazano. Nachdem Anna Susanna Cornazano ohne Nachkommen verstorben war, fiel deren Besitz Johann Ludwig Hektor von Isolani zu. Dieser schloss das Gut wieder der Herrschaft Aicha an, die er 1635 aus dem konfiszierten Wallensteinschen Besitz erhalten hatte.
Proseč blieb dann immer mit Český Dub verbunden. Nachfolgende Besitzer waren Regina von Isolani, die die Herrschaft dem Kloster des hl. Jakob in Wien stiftete, nach der Säkularisation des Klosters der Religionsfonds und ab der 1. Hälfte des 19. Jahrhunderts die Fürsten Rohan.
Nach der Aufhebung der Patrimonialherrschaften bildete Proseč / Proschwitz ab 1850 eine Gemeinde im Bezirk Turnov. 1869 lebten in Proseč und Javorník (heutiges Gemeindegebiet) zusammen 1209 Menschen. 1930 hatte die größtenteils tschechisch besiedelte Gemeinde Proseč 586 Einwohner.
Nach dem Münchner Abkommen wurde Proschwitz 1938 dem Deutschen Reich zugeschlagen und gehörte bis 1945 zum Landkreis Reichenberg. 1939 lebten in Proschwitz 548 Menschen.
Nach dem Ende des Zweiten Weltkrieges kam das Dorf zur Tschechoslowakei zurück. Der Ortsname wurde um den Zusatz pod Ještědem erweitert und die Gemeinde Teil des Okres Liberec-okolí. 1961 wurde Javorník (mit Domaslavice, Horka und Padouchov) eingemeindet, zugleich wurde die Gemeinde Proseč pod Ještědem dem Okres Liberec zugewiesen. 1976 wurde Proseč pod Ještědem nach Český Dub eingemeindet. Seit 1990 besteht die Gemeinde wieder.

## Gemeindegliederung
Die Gemeinde Proseč pod Ještědem besteht aus den Ortsteilen Domaslavice (Oberdomaslowitz), Horka, Javorník (Jawornik), Padouchov (Paduchow) und Proseč pod Ještědem (Proschwitz). Grundsiedlungseinheiten sind Domaslavice, Javorník, Padouchov und Proseč pod Ještědem. Zu Proseč pod Ještědem gehören außerdem die Einschichten Bláto und Kopec.
Das Gemeindegebiet gliedert sich in die Katastralbezirke Javorník u Českého Dubu und Proseč pod Ještědem.

## Sehenswürdigkeiten
- Kapelle der hl. Dreifaltigkeit, erbaut in der 2. Hälfte des 18. Jahrhunderts, im Jahre 2005 saniert
- Burgstall Krucemburk und Höhle Skalákovna auf dem Berg Mazova horka, westlich des Dorfes